# Mesechinus
A Mesechinus az emlősök (Mammalia) osztályának Eulipotyphla rendjébe, ezen belül a sünfélék (Erinaceidae) családjába és a tüskés sünök (Erinaceinae) alcsaládjába tartozó nem.

## Előfordulásuk
A Mesechinus-fajok előfordulási területe Ázsia keleti részei; azaz Délkelet-Oroszország, valamint Kína középső és északkeleti részei.

## Rendszerezés
A nembe az alábbi 2 faj tartozik:
- Dauri sün (Mesechinus dauuricus) (Sundevall, 1842) - típusfaj
- Hugh-sün (Mesechinus hughi) (Thomas, 1908)